# Arènes du Havre
Les arènes du Havre est un édifice de spectacles taurins aujourd'hui disparu. 

## Présentation
Dans la deuxième moitié du XIXe siècle, certaines villes du nord de la France accueillent des corridas dans des arènes construites à cet effet. C'est le cas d'Autun, Cholet, Deuil-la-Barre, Limoges, Le Havre, Lyon, Maisons-Laffitte, Malo-les-Bains, Nantes, Paris, Reims, Rochefort-sur-Mer, Roubaix, Vichy, etc.
Francis Marmande rappelle dans Le Monde : « pas mal de spectacles taurins, de Roubaix à Arles en passant par Le Havre, se donnaient en France ».
En 1868, Le Havre accueille l’Exposition Maritime Internationale. Un cirque en bois (appelé Coliseo de los toros) est construit, à l’angle de la rue Neuve-Corneille (devenue rue Frédéric-Lemaître) et du boulevard François Ier. La « temporada » du Havre, commence le dimanche 28 juin et tous les dimanches, des combats de taureaux se déroulent devant de nombreux spectateurs, dont Alexandre Dumas qui en fait la chronique, jusqu’au 8 novembre,.